# Marea brava
Marea brava es una telenovela mexicana producida por Juan David Burns, Elisa Salinas y Alejandra Hernández para TV Azteca en 1999, basada en la serie chilena Marparaíso. Protagonizada por Anette Michel y Héctor Soberón, antagonizada por Tomás Goros; con el debut de David Zepeda.

## Trama
¿Qué sucede cuando se juntan en un mismo lugar el más inescrupuloso de los seres humanos, un aventurero muchacho que ama el buceo y la libertad y una joven que solo sueña con poder ser feliz?
¿Qué pasa cuando un grupo de jóvenes son contratados para trabajar en el más lujoso resort de México, y todos ellos llegan dispuestos a empezar una nueva vida?
¿Qué ocurre cuando poco a poco un terrible pasado que los condena a todos empieza a hacerse presente, y cambia la vida de los que solo quieren olvidar aquella terrible fiesta de cumpleaños? 
Marea Brava es una historia llena de amor, diversión y suspenso. Una historia que tiene como escenario las más hermosas playas de México, el más cálido clima, el cielo más transparente y que cuenta con un puñado de personajes inesperados y simpáticos, peligrosos y románticos. 
Así, conoceremos a Alejandra y Daniel, dos jóvenes que son capaces de luchar contra todos los problemas que se les presentan. Todos, menos los que tienen que ver con sus corazones.
Descubriremos a Iván, que tiene tanta maldad en su alma como buen gusto por las mujeres y la ropa. O echaremos un vistazo a la vida de Soledad, una hermosa mujer que a duras penas puede con el peso de un secreto que la mortifica.
Y si de alegría y humor se trata, escucharemos las carcajadas de Zoila -la peluquera pícara y entusiasta que anhela tener su propio SPA-, de Rómulo y Remo -una pareja de hermanos de gran calidad humana y escaso coeficiente intelectual-, de Gilda Soto -que ganó cuatro millones de dólares y pudo cumplir su ilusión de siempre: tener un diente de oro-, de Rita -que sueña con convertirse en estrella de la farándula aunque tenga que vestirse con la peluca de su abuela muerta-.
Y junto a ellos un batallón de hombres y mujeres que solo buscan una oportunidad para demostrarse a sí mismos que son capaces de hacer bien las cosas. Marea Brava, una historia donde el Sol, la piel y el amor son protagonistas.
Una historia que nos cortará el aliento de risa y que al minuto siguiente nos hará temblar de suspenso. Una historia que nos hará suspirar de pasión y nos mantendrá al borde del asiento. Una historia donde el mar baña el paraíso, y el paraíso se convierte en escenario perfecto para un amor original.

## Elenco
- Anette Michel - Alejandra Hidalgo
- Héctor Soberón - Daniel Valderrama
- Tomás Goros - Iván Andrade
- Marcela Pezet - Sofía
- Guillermo Murray - Don Rafael
- Darío T. Pie - Rodrigo
- Gloria Peralta - Soledad
- Pilar Boliver - Zoila
- Margarita Isabel - Lupe
- Gina Moret - Laura
- Miguel Couturier - Gregorio
- Enoc Leaño - Gonzalo
- Cristina Michaus - Gilda Soto
- Enrique Muñoz - Alfredo Santacruz
- Víctor González - Paulo García
- Vanessa Acosta - Rita
- Martha Acuña - Roxana
- Álvaro Carcaño Jr. - Remo
- Julio Casado - Charly
- Elena Felgueres - Susana
- Iliana Fox - Marta
- Daniela Garmendia - Trinidad
- Kristian Natalicchio - Vicente
- Luis Enrique Navarro - Rómulo
- Karla Rico - Valeria
- Rocío Verdejo - Jaquie
- David Zepeda - Marcos
- Roberto Mateos - Marcelo
- Angélica Aragón - Isabel
- Lola Merino - Dominga
- Rarden Braun
- Armando Rubio
- Ricardo Nuncio
- Jorge Valdés García
- Adriana Terrones
- Sara Bachelder
- Ruth Buxton
- Vincent Hayes
- Robin Rosen
- Livier Dueñas

## Versiones
- Marparaíso (1998), una producción de Canal 13, fue protagonizada por Alejandra Herrera y Jorge Zabaleta, con la participación antagónica de Cristián Campos.